# HMS Oswald (N58)
L'HMS Oswald va ser un submarí de classe Odin construït per a la Royal Navy durant la dècada de 1920.

## Construcció i carrera
Vickers-Armstrongs li va col·locar la quilla a Barrow-in-Furness el 30 de maig de 1927, avarat el 19 de juny de 1928 i posat en servei l'1 de maig de 1929.

## Pèrdua
L'Oswald va sortir d'Alexandria, Egipte, per a una patrulla a l'est de Sicília el 19 de juliol de 1940. El 30 de juliol, va veure un comboi de diversos vaixells mercants. El seu atac al comboi no va tenir èxit i va ser detectat pels destructors d'escorta del comboi. Posteriorment, l'1 d'agost, l'Oswald va ser enfonsat pel destructor italià Vivaldi mentre patrullava al sud de Calàbria; 52 tripulants van ser rescatats per vaixells de guerra italians i 3 es van perdre.